# Кваша Ніна Петрівна
Ніна Петрівна Кваша (нар. 30 грудня 1998, с. Фурси Білоцерківського району Київської області — пом. 12-14 березня 2022, поблизу с. Мощун, Бучанського району, Київської області) — українська військова, бойовий медик 5 роти 2-го батальйону 72-ї окремої механізованої бригади імені Чорних Запорожців, що загинула під час російського вторгнення в Україну 2022 року.

## Життєпис
Народилася 30 грудня 1998 року у с. Фурси Білоцерківського району на Київщині. Після закінчення загальноосвітньої школи І-ІІІ ступенів у рідному селі, з 2016 по 2019 рік навчалася у Технолого-економічному фаховому коледжі Білоцерківського національного аграрного університету за спеціальністю «ветеринарна медицина». Деякий час працювала за фахом у м. Білій Церкві.
З червня 2020 року розпочала військову службу бойовим медиком 5-го майданчику у складі 72-ї окремої механізованої бригади імені Чорних Запорожців.
Загинула у період із 12 по 14 березня 2022 року, захищаючи рідну землю, поблизу села Мощун Гостомельської ОТГ Бучанського району Київської області.
Прощання та поховання загиблої відбулося 27 березня 2022 року у рідному селі Фурси Білоцерківського району Київської області.

## Нагороди
- орден «За мужність» III ступеня (2022, посмертно) — за особисту мужність і самовіддані дії, виявлені у захисті державного суверенітету та територіальної цілісності України, вірність військовій присязі.

## Вшанування пам'яті
- На її честь перейменовано вулицю Боженка у селі Фурси.[4][5]